# Manutahi
Manutahi  est une petite localité du sud de la région de Taranaki, située dans l’ Île du Sud de la Nouvelle-Zélande.

## Situation
Elle est située sur le trajet de la route State Highway 3/SH3 (en)  à environ mi-chemin entre les villes de Hawera et Patea. 
Le secteur est une zone significative des guerres Maori (en) des années 1860.

## Activité
L’industrie majeure du secteur de Manutahi aujourd’hui est l’élevage laitier et la production pétrolière et gazière.

## Marae
Le Marae Manutahi  ou Marae Te Takere (en) et sa maison de rencontre Taumaha (en) sont affiliés avec l’iwi des Ngāti Ruanui (en) du hapū des Ngāti Tākou (en) , .